# Rheinbote
Rheinbote (Mensajero del Rin, en alemán) fue un cohete tierra-tierra desarrollado por la Alemania nazi a principios de los años 1940 aprovechando la experiencia adquirida con el Rheintochter. Fue diseñado para reemplazar, o al menos complementar, la artillería de grueso calibre para proveer fuego de apoyo de largo alcance en un medio fácilmente transportable.

## Descripción
Se trataba de un cohete sin sistema de guiado, de cuatro etapas, propulsado por dietilenglicol-dinitrato y con un alcance de hasta 160 km. Todas las etapas usaban aletas estabilizadoras. El cohete medía 11 metros de largo y en pruebas llegó alcanzar 160 km de distancia usando una ojiva de 40 kg, con 20 kg de explosivo. El misil pesaba hasta 1650 kg, 580 de los cuales eran de combustible. Usaba el mismo vehículo de transporte usado para la V2 y desde el que podía lanzarse un Rheinbote por hora. El apuntado se hacía simplemente apuntando el misil en dirección al objetivo y elevando el riel de lanzamiento el ángulo adecuado para que la ojiva cayese sobre el objetivo. La ojiva sólo era capaz de hacer un cráter de 1,2 metros de diámetro y no tenía capacidad fragmentadora, lo que hizo del Rheinbote un arma poco útil, considerando además que cada uno de los cohetes consumía casi dos toneladas de hierro y la más de media tonelada de combustible para lanzarlo. De todos modos el cohete entró en servicio por orden de Adolf Hitler y Hans Kammler.
La firma Borsig Rhein-metall construyó 220 ejemplares, de los cuales algo más de 200 fueron lanzados contra el puerto de Amberes, entre noviembre de 1944 y el final de la guerra. Algunos ejemplares fueron lanzados desde posiciones cercanas a Nunspeet, en los Países Bajos.
El concepto de cohetes de artillería de largo alcance no fue desarrollado después de la guerra. Incluso el Rheinbote no fue utilizado para el propósito que fue creado, sino que fue usado como una versión pequeña del misil V2, en un rol estratégico para el que su cabeza de guerra era esencialmente inútil debido a su pequeño tamaño, su pobre precisión y a que tendía a enterrarse en el suelo antes de explotar.

## Especificaciones
- Masa total: 1650 kg
- Longitud total: 11 m
- Ojiva: 40 kg
- Alcance máximo: 160 km